# Allendorf am Hohenfels
Allendorf (bis zur Eingemeindung Allendorf am Hohenfels, zuvor auch Allendorf b. Gladenbach) (Ausspracheⓘ) ist ein Dorf im Hessischen Hinterland und als solches ein Ortsteil der Großgemeinde Dautphetal im mittelhessischen Landkreis Marburg-Biedenkopf.

## Geographie

### Lage
Das Dorf Allendorf liegt östlich des Orts Dautphe, dem kommunalen Sitz und geographischen Zentrum der Gemeinde Dautphetal – sowie zwei Kilometer südlich der Lahn und der B 62, die dort beide in west-östlicher Richtung verlaufen. Nähere Städte sind Biedenkopf im Nordwesten und Marburg im Osten.

### Ortsname
Vor dem Zusammenschluss mit anderen Gemeinden zur Großgemeinde Dautphetal hieß Allendorf amtlich Allendorf am Hohenfels oder kurz Allendorf a. H. zur Unterscheidung von anderen Gemeinden mit diesem Namen, vor allem von dem im selben Kreisgebiet gelegenen Allendorf (Eder). Neben der amtlichen existierten einige weitere Schreibweisen, wie Allendorf/Hohenfels. Vor der Benennung nach dem Hohenfels hieß der Ort Allendorf b. Gladenbach. Die Schreibweisen mit Namenszusatz sind heute noch gelegentlich gebräuchlich.

## Geschichte

### Von den Anfängen bis zur Gebietsreform in Hessen
Die älteste bekannte schriftliche Erwähnung von Allendorf erfolgte unter dem Namen Aldendorf im Jahr 1307 im Zusammenhang mit den „von Buchenau“. „Ich Heydenreich und Kryg von Buchenau Gebrüder bekennen öffentlich an diesem Brief um die zwei Teile des Zehnten zu Allendorf, die wir zu Lehen haben von unserem Junker Johann Graf zu Nassau Dietz, wir unsern Junker gebeten haben, daß er damit belehnt unsern Vetter Eling von Breidenbach. Und sagen, daß wir unserm Junker folgen und unsere Mannschaft mit demselben verbunden bleibt. Um dieses zu beurkunden, haben wir unsere Siegel an diesen Brief gehängt.“ Datum Anno dni (= Domini) M ccc septimo = 1307, 8. Juli (= Namenstag des heiligen Kilian).
Es gibt nur wenige Urkunden zwischen dem Adelsgeschlecht derer von Hohenfels und der Ortschaft Allendorf. Auf den beiden Erhebungen des Hohenfels zwischen Buchenau und Allendorf (in der Gemarkung Allendorf) standen die beiden Burgen derer von Hohenfels, der Stammsitz der Herren von Hohenfels. Sie waren die Inhaber der Cent Dautphe, die weit über die Grenzen der heutigen Gemeinde Dautphe hinaus ging.
Urkunde vom 13. Mai 1367 von den Hohenfelser in Verbindung mit Allendorf
Ide, Witwe des Ritters Gumpracht v. Hohenfels, und Dietrich v. Hohenfels verkaufen für eine bezahlte Geldsumme an ihren Neffen Ludwig v. Breidenbach, seine Frau Fie und ihre Erben all ihre Zinsen, kleinen Gefälle und Rechte im Grund zu Breidenbach außer einem Gütchen zu Stedenhausen, das Lyb von Dieten innehatte und von dem 5 Schilling Pfennige, 1 Pfund Wachs, 1 Huhn und 1 Fastnachtshuhn gegeben wurden, außer einem Zins von 4 Schilling Geld, 1 Gans, 1 Huhn von einem Gütchen zu Wallau, das Rupracht Heller hatte, schließlich außer ihrer Wiese unter dem Dorf Wallau. Sonst sollen alle anderen Güter dazu gehören, auch das, was sie zu Dilschhausen und Allendorf an Rechten haben.
– Zeugen: die beiden Wäppner Kraft Döring und Ellung v. Lixfeld sowie die zwei Schöffen Werner Gise und Siegfried von Dexbach zu Biedenköpf.
Siegler: die Ritter Ellung v. Breidenbach, ihr Bruder bzw. Oheim, und Kraft.Döring. – Montag vor Pfingsten.
Weitere Urkunden zu Allendorf:

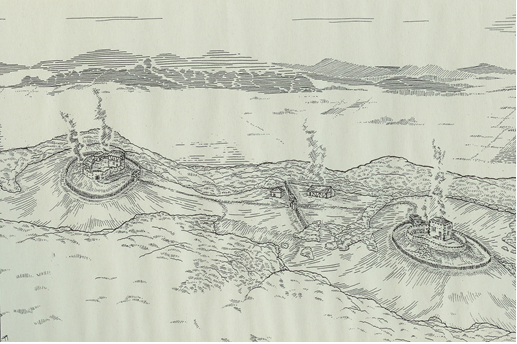
Zeichnung der beiden Hohenfelsburgen nach Vorlagen der Vermessungsarbeiten

Heidenrich von Buchenau und sein Bruder Gilbracht Krieg bekennen, dass sie von dem Junker von Nassau die Hälfte des Zehnten zu Dydenauwe (Niederdieten) und den Zehnten zu Allendorf zu 2 Dritteln zu Lehn haben.
Datierung: 16. Juli 1363
Graf Johann zu Nassau belehnt Sifrid von Linne mit den Erblehn der von Linne und des verstorbenen Krieg von Buchenau, nämlich den Kirchlehn zu Buchenau, Hartenrod, Eiaemroth, Hirzenhain, Weitershausen, Anteil an der Vogtei zu Weitershausen als Lehn des Krieg von Buchenau, Vogtei zu Battenfeld, Zehnten zu Breidenbach, Elsbach, Gladenbach, Roßbach, Oberhörlen, Friedensdorf und Allendorf.
Datierung : 31. Dezember 1395
Siegfried von Linne erhält von Graf Johann von Nassau folgende Lehen: das Kirchlehen zu Buchenau halb, das halbe Kirchlehen zu Hartenrod, das halbe Kirchlehen zu Eisemroth (Yssemrode), das Kirchlehen zu Hirzenhain, halb, seinen Anteil am Kirchlehen zu Weitershausen und den Anteil der Boise daselbst. Die Vogtei zu Battenfeld, den halben Zehnten zu Breidenbach, den halben Zehnten zu Elsbach, den halben Zehnten zu Gladenbach, den halben Zehnten zu Roßbach, den halben kleinen Zehnten zu Oberhörlen, den halben Zehnten zu Friedensdorf (Fredelndorf) und den halben Zehnten zu Allendorf.
Datierung : 5. Januar 1411
Johann, Engelbrecht und Kaspar von Breidenbach genannt Breidenstein, Söhne des + Gerlach, reversieren über ihre Belehnung durch Graf Johann VI. von Nassau-Dillenburg mit einem Teil des Eisenhausen und der freien Leute im Grund Breidenbach, dem Zehnt zu Allendorf und Gladenbach, dem Viertel des Zehnten zu Niederdiedenau sowie dem Hof Breitenbach.
Datierung: 7. Februar 1568
Hans Siebel als Schultheiß und Bevollmächtigter des Johann Otto und des Konrad Adolph von Breidenbach genannt Breidenstein reversiert über die Belehnung durch Fürst Johann Moritz von Nassau-Siegen mit einem Teil des Gerichts Eisenhausen, den Zehnten Allendorf und Gladenbach und weiteren Lehen.
Datierung: 16. November 1663
Johannes Kunckel, breidensteinischer Verwalter, als Bevollmächtigter der Familie von Breidenstein genannt Breidenbach reversiert über die Belehnung durch Fürst Johann Franz Desideratus von Nassau-Siegen mit Zehnten zu Allendorf, Gladenbach und Niederdiedenau sowie dem Hof zu Breidenbach.
Datierung: 31. Dezember 1687
Ludwig Eyffert, breidenbachischer Samtgerichtsschultheiß, als Bevollmächtigter der Familie von Breidenbach genannt Breidenstein reversiert über die Belehnung durch Prinz Wilhelm von Oranien-Nassau mit den Zehnten zu Allendorf und Gladenbach und anderen Lehen der Familie.
Die Statistisch-topographisch-historische Beschreibung des Großherzogthums Hessen berichtet 1830 über Allendorf:

„Allendorf (L. Bez. Gladenbach) evangel. Filialdorf; liegt zunächst bei Friedensdorf unweit der Lahn, so wie 2 1⁄2 St. von Gladenbach, hat 31 Häuser und 188 evangel. Einw. Dieses Dorf früher Aldendorff gehörte im 15. Jahrhundert zum Dautpher Kirchengebiet.“

Mit Wirkung zum 1. Oktober 1954 wurde auf Beschluss der Hessischen Landesregierung der Name der Gemeinde von „Allendorf b. Gladenbach“ nach „Allendorf am Hohenfels“ geändert.

### Gebietsreform
Zum 1. Juli 1974 wurde die bis dahin selbständige Gemeinde Allendorf im Zuge der Gebietsreform in Hessen mit 11 weiteren Gemeinden kraft Landesgesetz zur neuen Großgemeinde Dautphetal zusammengeschlossen. Sitz der Gemeindeverwaltung wurde der Ortsteil Dautphe. Für alle ehemals eigenständigen Gemeinden von Dautphetal wurden Ortsbezirke mit Ortsbeirat und Ortsvorsteher nach der Hessischen Gemeindeordnungeingerichtet.

### Territorialgeschichte und Verwaltung im Überblick
Die folgende Liste zeigt im Überblick die Territorien, in denen Allendorf lag, bzw. die Verwaltungseinheiten, denen es unterstand:
- vor 1567: Heiliges Römisches Reich, Landgrafschaft Hessen, Amt Biedenkopf, Gericht Dautphe
- ab 1567: Heiliges Römisches Reich, Landgrafschaft Hessen-Marburg, Amt Biedenkopf[10]
- 1604–1648: strittig zwischen Hessen-Kassel und Hessen-Darmstadt (Hessenkrieg)
- ab 1604: Heiliges Römisches Reich, Landgrafschaft Hessen-Kassel, Amt Biedenkopf
- ab 1627: Heiliges Römisches Reich, Landgrafschaft Hessen-Darmstadt, Oberfürstentum Hessen, Amt Biedenkopf[11][12]
- ab 1806: Rheinbund, Großherzogtum Hessen, Oberfürstentum Hessen, Amt Biedenkopf[13]
- ab 1815: Deutscher Bund, Großherzogtum Hessen, Provinz Oberhessen, Amt Biedenkopf[14]
- ab 1821: Deutscher Bund, Großherzogtum Hessen, Provinz Oberhessen, Landratsbezirk Gladenbach (Trennung von Justiz (Landgericht Gladenbach) und Verwaltung)
- ab 1832: Deutscher Bund, Großherzogtum Hessen, Provinz Oberhessen, Kreis Biedenkopf
- ab 1848: Deutscher Bund, Großherzogtum Hessen, Regierungsbezirk Biedenkopf[12]
- ab 1852: Deutscher Bund, Großherzogtum Hessen, Provinz Oberhessen, Kreis Biedenkopf
- ab 1867: Norddeutscher Bund, Königreich Preußen, Provinz Hessen-Nassau,  Regierungsbezirk Wiesbaden, Kreis Biedenkopf (übergangsweise Hinterlandkreis)
- ab 1871: Deutsches Reich, Königreich Preußen, Provinz Hessen-Nassau, Regierungsbezirk Wiesbaden, Kreis Biedenkopf
- ab 1918: Deutsches Reich, Freistaat Preußen, Provinz Hessen-Nassau, Regierungsbezirk Wiesbaden, Kreis Biedenkopf
- ab 1932: Deutsches Reich, Freistaat Preußen, Provinz Hessen-Nassau, Regierungsbezirk Wiesbaden, Landkreis Dillenburg
- ab 1933: Deutsches Reich, Freistaat Preußen, Provinz Hessen-Nassau, Regierungsbezirk Wiesbaden, Landkreis Biedenkopf
- ab 1944: Deutsches Reich, Freistaat Preußen, Provinz Nassau, Landkreis Biedenkopf
- ab 1945: Amerikanische Besatzungszone, Groß-Hessen, Regierungsbezirk Wiesbaden, Landkreis Biedenkopf
- ab 1949: Bundesrepublik Deutschland, Land Hessen (seit 1946), Regierungsbezirk Wiesbaden, Landkreis Biedenkopf
- ab 1968: Bundesrepublik Deutschland, Land Hessen, Regierungsbezirk Darmstadt, Landkreis Biedenkopf
- ab 1974: Bundesrepublik Deutschland, Land Hessen, Regierungsbezirk Kassel, Landkreis Marburg-Biedenkopf
- Am 1. Juli 1974 wurde Allendorf als Ortsteil der neu gebildeten Gemeinde Dautphetal eingegliedert.
- ab 1981: Bundesrepublik Deutschland, Land Hessen, Regierungsbezirk Gießen, Landkreis Marburg-Biedenkopf

### Einwohnerentwicklung

#### Einwohnerstruktur
Nach den Erhebungen des Zensus 2011 lebten am Stichtag dem 9. Mai 2011 in Allendorf 651 Einwohner. Darunter waren 12 (1,8 %) Ausländer.
Nach dem Lebensalter waren 114 Einwohner unter 18 Jahren, 288 zwischen 18 und 49, 123 zwischen 50 und 64 und 126 Einwohner waren älter.
Die Einwohner lebten in 249 Haushalten. Davon waren 54 Singlehaushalte, 69 Paare ohne Kinder und 102 Paare mit Kindern, sowie 18 Alleinerziehende und 6 Wohngemeinschaften. In 48 Haushalten lebten ausschließlich Senioren/-innen und in 153 Haushaltungen lebten keine Senioren/-innen.

#### Einwohnerzahlen
| Quelle: Historisches Ortslexikon |                                                                                      |
| • 1577:                          | 016 Hausgesesse                                                                      |
| • 1630:                          | 016 Hausgesesse (1 dreispännige, 5 zweispännige, 4 einspännige Ackerleute), 1 Witwe. |
| • 1677:                          | 015 Hausgründe, 2 Witwen, 8 ledige Personen                                          |
| • 1742:                          | 029 Haushalte                                                                        |
| • 1791:                          | 162 Einwohner                                                                        |
| • 1800:                          | 173 Einwohner                                                                        |
| • 1806:                          | 174 Einwohner, 28 Häuser                                                             |
| • 1829:                          | 188 Einwohner, 31 Häuser                                                             |

| Allendorf: Einwohnerzahlen von 1791 bis 2018 | Allendorf: Einwohnerzahlen von 1791 bis 2018 | Allendorf: Einwohnerzahlen von 1791 bis 2018 | Allendorf: Einwohnerzahlen von 1791 bis 2018 | Allendorf: Einwohnerzahlen von 1791 bis 2018 |
| --- | -------------------------------------------- | -------------------------------------------- | -------------------------------------------- | -------------------------------------------- |
| Jahr |                                              |                                              |                                              | Einwohner                                    |
| 1791 | 1791                                         |                                              | 162                                          | 162                                          |
| 1800 | 1800                                         |                                              | 173                                          | 173                                          |
| 1806 | 1806                                         |                                              | 174                                          | 174                                          |
| 1829 | 1829                                         |                                              | 188                                          | 188                                          |
| 1834 | 1834                                         |                                              | 187                                          | 187                                          |
| 1840 | 1840                                         |                                              | 197                                          | 197                                          |
| 1846 | 1846                                         |                                              | 207                                          | 207                                          |
| 1852 | 1852                                         |                                              | 267                                          | 267                                          |
| 1858 | 1858                                         |                                              | 242                                          | 242                                          |
| 1864 | 1864                                         |                                              | 245                                          | 245                                          |
| 1871 | 1871                                         |                                              | 258                                          | 258                                          |
| 1875 | 1875                                         |                                              | 315                                          | 315                                          |
| 1885 | 1885                                         |                                              | 278                                          | 278                                          |
| 1895 | 1895                                         |                                              | 278                                          | 278                                          |
| 1905 | 1905                                         |                                              | 325                                          | 325                                          |
| 1910 | 1910                                         |                                              | 345                                          | 345                                          |
| 1925 | 1925                                         |                                              | 353                                          | 353                                          |
| 1939 | 1939                                         |                                              | 426                                          | 426                                          |
| 1946 | 1946                                         |                                              | 610                                          | 610                                          |
| 1950 | 1950                                         |                                              | 592                                          | 592                                          |
| 1956 | 1956                                         |                                              | 560                                          | 560                                          |
| 1961 | 1961                                         |                                              | 539                                          | 539                                          |
| 1967 | 1967                                         |                                              | 637                                          | 637                                          |
| 1980 | 1980                                         |                                              | ?                                            | ?                                            |
| 1990 | 1990                                         |                                              | ?                                            | ?                                            |
| 2000 | 2000                                         |                                              | ?                                            | ?                                            |
| 2006 | 2006                                         |                                              | 704                                          | 704                                          |
| 2011 | 2011                                         |                                              | 651                                          | 651                                          |
| 2018 | 2018                                         |                                              | 661                                          | 661                                          |
| Datenquelle: Historisches Gemeindeverzeichnis für Hessen: Die Bevölkerung der Gemeinden 1834 bis 1967. Wiesbaden: Hessisches Statistisches Landesamt, 1968. Weitere Quellen: LAGIS; nach 1970: Gemeinde Dautphetal (webarchiv); Zensus 2011 |                                              |                                              |                                              |                                              |

#### Religionszugehörigkeit
| Quelle: Historisches Ortslexikon | |
| • 1830:                          | 188 evangelische (= 100 %) Einwohner                                                                              |
| • 1885:                          | 269 evangelische (= 96,76 %), 3 katholische (= 1,08 %), 6 anderes konfessionelle christliche (= 2,16 %) Einwohner |
| • 1961:                          | 468 evangelische (= 86,83 %), 70 römisch-katholische (= 12,99 %) Einwohner                                        |

#### Erwerbstätigkeit
| • 1867: | Erwerbspersonen: 59 Landwirtschaft, 2 Bergbau und Hüttenwesen.                                                                       |
| • 1961: | Erwerbspersonen: 79 Land- und Forstwirtschaft, 163 produzierendes Gewerbe, 24 Handel und Verkehr, 15 Dienstleistungen und Sonstiges. |

## Politik

### Ortsbeirat
Seit der Kommunalwahl 2016 ist Tim Vollmerhausen (BLH) Ortsvorsteher von Allendorf, sein Stellvertreter ist Jonas Bandel (BLH) und Schriftführer ist Christian Bösser (BLH). Gemeinsam ist das Trio mit einem Altersdurchschnitt von 22 Jahren (Stand 2016) der jüngste Ortsbeirat in Hessen.

### Wappen
Am 27. Oktober 1954 genehmigte der Hessische Minister des Innern das Wappen mit folgender Beschreibung:
| Wappen von Allendorf am Hohenfels | Blasonierung: „In einem von Rot und Silber gespaltenen Schild ein um einen Stern geschlossener Doppelflügel in verwechselten Farben.“           |
| Wappen von Allendorf am Hohenfels | Wappenbegründung: Das Wappen zeigt den von den Herren von Hohenfels geführten Adlerflügel als einen Doppelflügel mit jeweils wechselnder Farbe. |

## Sehenswürdigkeiten
Die Burg Hohenfels wurde vom ortsansässigen Burgverein in Zusammenarbeit mit einigen Institutionen der Universität Marburg freigelegt und erneuert.